# Dyckia ferruginea
Dyckia ferruginea är en gräsväxtart som beskrevs av Carl Christian Mez. Dyckia ferruginea ingår i släktet Dyckia och familjen Bromeliaceae. Inga underarter finns listade i Catalogue of Life.